# Acanthocereus oaxacensis
Acanthocereus oaxacensis ist eine Pflanzenart in der Gattung Acanthocereus aus der Familie der Kakteengewächse (Cactaceae). Das Artepitheton oaxacensis verweist auf das Vorkommen der Art im mexikanischen Bundesstaat Oaxaca.

## Beschreibung
Acanthocereus oaxacensis wächst zwergförmig mit fleischigen, knollenförmigen Wurzeln. Die verzweigenden Triebe sind bis zu 50 Zentimeter lang. Es sind sieben bis elf Rippen vorhanden. Die drei bis fünf (selten bis sechs) Mitteldornen sind bräunlich. Die acht bis zwölf (selten bis 14) schlanken Randdornen sind bräunlich und 4 bis 15 Millimeter lang.
Die weißen Blüten öffnen sich in der Nacht. Sie sind 8 bis 10 Zentimeter lang. Ihr Perikarpell ist mit dichten bräunlichen Borsten besetzt. Die länglichen, purpur- bis magentafarbenen Früchte erreichen einen Durchmesser von 4 Zentimeter.

## Verbreitung, Systematik und Gefährdung
Acanthocereus oaxacensis ist im mexikanischen Bundesstaat Oaxaca verbreitet.
Die Erstbeschreibung als Nyctocereus oaxacensis erfolgte 1920 durch Nathaniel Lord Britton und Joseph Nelson Rose. Joël Lodé stellte die Art 2013 in die Gattung Acanthocereus. Ein weiteres nomenklatorisches Synonym ist Peniocereus oaxacensis (Britton & Rose) D.R.Hunt  (1991).
In der Roten Liste gefährdeter Arten der IUCN wird die Art als „Vulnerable (VU)“, d. h. als gefährdet geführt.

## Nachweise